# Ski Classics
 (août 2024).
Si vous disposez d'ouvrages ou d'articles de référence ou si vous connaissez des sites web de qualité traitant du thème abordé ici, merci de compléter l'article en donnant les références utiles à sa vérifiabilité et en les liant à la section « Notes et références ».
Ski Classics est une série de courses de ski de fond longue distance en style classique qui a lieu depuis 2011.

## Histoire
Lors de la saison 2021-2022, le circuit est composé de quatorze événements où 35 Pro Teams sont engagés. De 2015 à 2022, le nom officiel du circuit est Visma Ski Classics, d'après le nom du du sponsor principal. En janvier, la société Visma annonce que ce partenariat prend fin au terme de la saison.
La particularité du concept est que tout le monde peut prendre le départ des courses : que l'on soit professionnel ou amateur, un homme ou une femme, que l'on ait 25 ou 75 ans. Tout le monde se tient ensemble sur la même ligne de départ pour faire face aux mêmes conditions météorologiques et au même parcours.

## Format
le concept du circuit Challenger est lancé par Ski Classics en avril 2019. Il est créé dans le but de connecter et promouvoir les courses de longue distance dans le monde entier. À l'automne 2021, 39 courses étaient inscrites au calendrier des Challenger, regroupant courses de ski de fond en hiver, et de ski à roulettes tout au long de l'année.
Comme on peut également le voir sur des compétitions cyclistes tel que le Tour de France, plusieurs classements distinctifs sont présents. Le et la leader du classement général porte un dossard jaune, le classement de la montagne est matérialisé par un dossard à carreaux noir et rouge, et le le maillot est ver récompense le leader des sprints. Un dossard est rose est plus tard ajout pour le meilleur jeune. Il existe également un classement par équipe. Deux autres trophées sont décernés. Le premier récompense le skieur qui marque le plus de points lors de la Marcialonga, Jizerská 50, Vasaloppet et Birkebeinerrennet. Le Grand Slam est décerné si un skieur remporte ces dernières compétitions lors de la même saison.

## Calendrier
Le circuit de la saison 2025-2026 comprend treize événements, sur neuf week-end et dans six pays. Il commence le 13 décembre en Autriche, à Bad Gastein.
Cette saison voit un format sprint apparaitre. Un contre la montre fait son retour au calendrier, disputé sur 50 km, après 17 ans d'absence.
| Course                      | Lieu                  | Date             | Format |
| --------------------------- | --------------------- | ---------------- | ------ |
| Pro Team Tempo              | Bad Gastein           | 13 décembre 2025 | 7 km   |
| Bad Gastein Criterium       | Bad Gastein           | 14 décembre 2025 | 36 km  |
| Engadin La Diagonela        | Engadine              | 17 janvier 2026  | 55km   |
| Marcialonga                 | Province de Trente    | 25 janvier 2026  | 70 km  |
| Bedrichov Sprint            | Bedřichov             | 30 janvier 2026  | 1.5 km |
| Jizerská50                  | Bedřichov             | 1er février 2026 | 50 km  |
| Vasaloppet                  | Sälen-Mora            | 1er mars 2026    | 90 km  |
| Grönklitt 50 km ITT Women   | Orsa Grönklitt (en)   | 7 mars 2026      | 50 km  |
| Grönklitt 50 km ITT Men     | Orsa Grönklitt        | 8 mars 2026      | 50 km  |
| Birkebeinerrennet           | Rena-Lillehammer      | 14 mars 2026     | 54 km  |
| Marcialonga Bodø            | Bodø                  | 21 mars 2026     | 50 km  |
| Reistadlopet                | Setermoen - Bardufoss | 28 mars 2026     | 46 km  |
| Grand Finale Summit 2 Senja | Bardufoss             | 29 mars 2026     | 60 km  |

## Palmarès

### Femmes
| Saison    | Première                 | Deuxième               | Troisième         |
| --------- | ------------------------ | ---------------------- | ----------------- |
| 2011      | Seraina Boner            | Jenny Hansson          | Susanne Nyström   |
| 2012      | Jenny Hansson            | Susanne Nyström        | Seraina Boner     |
| 2013      | Seraina Boner            | Laila Kveli            | Jenny Hansson     |
| 2014      | Seraina Boner            | Laila Kveli            | Susanne Nyström   |
| 2014/2015 | Kateřina Smutná          | Seraina Boner          | Britta Norgren    |
| 2015/2016 | Britta Norgren           | Seraina Boner          | Kateřina Smutná   |
| 2016/2017 | Britta Norgren           | Kateřina Smutná        | Astrid Øyre Slind |
| 2017/2018 | Britta Norgren           | Kateřina Smutná        | Lina Korsgren     |
| 2018/2019 | Britta Norgren           | Astrid Øyre Slind      | Kateřina Smutná   |
| 2019/2020 | Britta Norgren           | Kari Vikhagen Gjeitnes | Kateřina Smutná   |
| 2020/2021 | Lina Korsgren            | Ida Dahl               | Emilie Fleten     |
| 2021/2022 | Britta Johansson Norgren | Ida Dahl               | Astrid Øyre Slind |
| 2022/2023 | Ida Dahl                 | Magni Smedås           | Emilie Fleten     |
| 2023/2024 | Emilie Fleten            | Kati Roivas            | Magni Smedås      |
| 2024/25   | Anikken Gjerde Alnæs     | Emilie Fleten          | Stina Nilsson     |

### Hommes
| Saison    | Premier             | Deuxième            | Troisième            |
| --------- | ------------------- | ------------------- | -------------------- |
| 2011      | Stanislav Řezáč     | Jerry Ahrlin        | Anders Aukland       |
| 2012      | Anders Aukland      | Stanislav Řezáč     | Jörgen Brink         |
| 2013      | Anders Aukland      | Jørgen Aukland      | Stanislav Řezáč      |
| 2014      | Johan Kjølstad      | John Kristian Dahl  | Simen Østensen       |
| 2014/2015 | Petter Eliassen     | Anders Aukland      | Tord Asle Gjerdalen  |
| 2015/2016 | Petter Eliassen     | Tord Asle Gjerdalen | John Kristian Dahl   |
| 2016/2017 | Tord Asle Gjerdalen | Petter Eliassen     | Andreas Nygaard      |
| 2017/2018 | Tord Asle Gjerdalen | Andreas Nygaard     | Morten Eide Pedersen |
| 2018/2019 | Andreas Nygaard     | Petter Eliassen     | Tord Asle Gjerdalen  |
| 2019/2020 | Andreas Nygaard     | Tord Asle Gjerdalen | Stian Hoelgaard      |
| 2020/2021 | Emil Persson        | Tord Asle Gjerdalen | Oskar Kardin         |
| 2021/2022 | Andreas Nygaard     | Emil Persson        | Max Novak            |
| 2022/2023 | Emil Persson        | Andreas Nygaard     | Max Novak            |
| 2023/2024 | Johan Hoel          | Kasper Stadaas      | Andreas Nygaard      |
| 2024/2025 | Ole Jørgen Bruvoll  | Johan Tjelle        | Amund Hoel           |